# Heruli
Heruli (latinsko Heruli), vzhodnogermansko pleme, ki se je v 3. stoletju preselilo iz Skandinavije na Črno morje. 
Po letu 250 so skupaj z Goti večkrat napadli Balkan in Grčijo. Leta 257 so oplenili Bizanc, Sparto in Atene. Leta 269 so jih pri Naissu, sedanjem Nišu v Srbiji, porazili Rimljani. V 4. stoletju so jih podjarmili Vzhodni Goti in zatem Huni. Po zmagi v bitki pri Nedavi leta 454 so se otresli hunske nadoblasti, ustanovili svoje kraljestvo in se pridružili Odoakru, poveljniku cesarskih federatskih enot, ki je leta 476 odstavil zadnjega zahodnega rimskega cesarja Romula Avgusta. Po porazu z Langobardi leta 508 so se vrnili v Skandinavijo. 

## Zgodovina

### Poreklo
Jordanes, letopisec iz 6. stoletja, poroča, da so Herule iz njihove domovine pregnali severnogermanski Dani, ki so prebivali na danskih otokih v skrajnem jugu Švedske. Prokopij trdi, da so vzdrževali tesne stike s svojimi sonarodnjaki na otoku Tule. Omenja tudi, da so med bivanjem na Balkanu ubili svojega kralja in poslali v Skandinavijo odposlance z zahtevo po novem kralju. Novi kralj je s seboj pripeljal 200 mladih mož.

### Črno morje
Herule so rimski pisci prvič omenili med vladanjem cesarja Galiena (vladal 260-268), ko so skupaj z Goti pustošili po obali Črnega morja v sedanji južni Ukrajini in ob Egejskem morju.  Mešane vojaške tolpe so leta 267 oplenile Bizanc. Vzhodno skupino Herulov so dve leti kasneje zdesetkali v bitki pri Nišu. Njihova zahodna skupina je bila leta 289 ob izlivu Rena, od konca 3. stoletja pa je skupaj z Sasi, Franki in Alemani plenila po Galiji in Španiji. Herule so konec 4. stoletja podjarmili Vzhodni Goti. Ko so Ermanarikovo vzhodnogotsko kraljestvo okoli leta 375 uničili Huni, so Heruli postali hunski podložniki.

### Neodvisno kraljestvo in kasnejša zgodovina
Po padcu Hunskega kraljestva po porazu v bitki pri Nedavi leta 454, v kateri so sodelovali tudi Heruli, so Heruli ob rekah Moravi in Tisi v sedanji južni Slovaški ustanovili svoje kraljestvo. Kasneje so se pridružili Odoakru, poveljniku rimskih pomožnih enot, ki je leta 476 odstavil zadnjega zahodnega rimskega cesarja Romula Avgusta.
Ko so Herulsko kraljestvo uničili Langobardi, je njihova pot krenila navzdol. Nekaj preživelih Herulov se  je pridružilo Langobardom, drugi pa so poiskali zatočišče pri Gepidih. Comes Marcelin omenja, da so jim Bizantinci "na ukaz cezarja Anastazija nekje med 29. junijem in 31. avgustom 512" dovolili naselitev na razseljenem ozemlju pri Singidunu, sedanjem Beogradu. Malo kraljestvo je že po eni generaciji izginilo iz zgodovinskih zapisov.
Pisni dokumenti kažejo, da so Heruli mnogo let služili v armadah bizantinskih cesarjev, še posebno na pohodih generala Belizarja, ki je za Bizantinsko cesarstvo osvojil stara rimska ozemlja, med njimi tudi Italijo, Sirijo in severno Afriko. V tem obdobju je bil zelo slaven herulski poveljnik Far (ali Var).  Nekaj tisoč Herulov je na pohodih služilo tudi v Belizarjevi osebni straži. Sredi 6. stoletja so povsem izginili iz zgodovinskih zapisov.  
Prokopij omenja, da se je mnogo Herulov vrnilo v Skandinavijo in se naselilo ob severnogermanskih Getih (Gautoi). Domneva se, da so se naselili v švedski pokrajini Värmland ali provincah Blekinge in Värend, kjer so imele ženske enake dedne pravice  kot njihovi bratje. Nekaj švedskih plemiških družin iz teh pokrajin se ima za potomce vrnjenih Herulov, kar pa ni povsem potrjeno. Za Herule se je tudi domnevalo, da so prvi kolonizirali Islandijo  ali da so se se pomešali med prebivalce sedanje švedske pokrajine Uppland in tam v 6. stoletju sprožili drastične spremembe.
Anglosaške, fankovske in nordijske kronike Herulov ne omenjajo, zato se domneva, da so jih poznali pod drugim imenom. Encyclopædia Britannica iz leta 1911 namiguje, da bi ime Heruli lahko pomenilo častni naslov, ker ga mnogi enačijo z anglosaškim eorlas (plemstvo) in starosaškim erlos (možje), ki se v ednini (erilaz) pogosto pojavlja, morda kot častni naslov, na zgodnjih nordijskih napisih.

## Kultura
Prokopij piše, da so bili Heruli mnogobožna družba, znana po žrtvovanje ljudi. Piše tudi, da so prakticirali senicid, se pravi da je bolne in ostarele ubil nekdo, ki z njimi ni bil v sorodu, in njihove posmrtne ostanke sežgal na grmadi. Od žena, ki jim je umrl mož, so pričakovali, da bo naredila samomor z obešenjem. Med vladavino cesarja Justinijana so se, po Prokopiju, Heruli pokristjanili in "privzeli bolj krotek način življenja". 
Heruli v boju niso nosili nobenega oklepa, ampak samo ščit in debel jopič. V boj so jih spremljali tudi njihovi sužnji. Sužnji niso smeli nostiti ščitov, dokler niso v boju dokazali svoje hrabrosti.